# Сперанца (футбольный клуб, Крихана Веке)
«Спера́нца» (рум. Speranța Crihana Veche) — молдавский футбольный клуб из села Крихана Веке

## История
Клуб был основан 19 марта 2009 года. В 2012 году «Сперанца» заняла второе место в Дивизионе «A», завоевав 66 очков, это позволило команде попасть в Национальный дивизион, так как занявший первое место тираспольский клуб «Шериф-2» является резервной командой клуба «Шериф» и по правилам молдавской лиги не может играть в одной лиге с основной командой.
Перед началом сезона 2012/2013 клуб возглавил Игорь Урсаки. «Сперанца» не смогла за тринадцать туров ни разу победить и занимала последнее место в турнирной таблице, в итоге 23 октября 2012 года президент клуба Ион Гроза принял решение о назначении главным тренером Вячеслава Руснака, уволенного в начале сентября из кишинёвской «Академии УТМ».

## Достижения
- Дивизион «A»

2011/12 — Серебряный призёр

## Известные игроки
- Александр Голбан
- Николай Минчев